# Sinatengrün
Das Dorf Sinatengrün  ist ein Gemeindeteil der Kreisstadt Wunsiedel im Landkreis Wunsiedel im Fichtelgebirge (Oberfranken,  Bayern).

## Geschichte
Sinatengrün war wie das benachbarte Bernstein eine Freimannensiedlung zur Sicherung von Altstraßen. Rechte wurden teils durch Verkauf auf die Stadt Wunsiedel übertragen und hielten zum Teil bis zur Auflösung des Reiches 1806 an. Die erste urkundliche Erwähnung ist im Jahr 1359 als sowohl das Kloster Waldsassen als auch Albrecht Nothaft aus Thierstein den Ort beansprochen. Dem Kloster folgen die Rorer als Besitzer. Entsprechend wenig Ansprüche sind daher auch im markgräflichen Landbuch der Sechsämter von 1499 für den Ort festgehalten. Durch Grabungen ließ sich der für die Gegend typische Turmhügel Sinatengrün nachweisen. In der Liste der Baudenkmäler in Wunsiedel sind insgesamt für Sinatengrün vier Baudenkmäler aufgeführt.
Im Jahr 2000 lebten in Sinatengrün 51 Personen, mit steigender Tendenz in den folgenden Jahren. Angeboten wird Urlaub auf dem Bauernhof.

## Geographie und Verkehrsanbindung
Sinatengrün liegt nordöstlich der Kernstadt Wunsiedel an der Staatsstraße St 2965. Der Bibersbach, ein Nebenfluss der Röslau, fließt südlich davon. Östlich verläuft die A 93.

## Sehenswürdigkeiten
- Dorfanlage mit Dorfteich
- Haus der Dorfgemeinschaft
- Originelles Wassertretbecken
- Einmalige Sonnenuhr aus Wunsiedler Marmor
- Spätgotischer Bildstock aus Granit